# Ахмыловская, Елена Брониславовна
Елена Брониславовна Ахмыловская (11 марта 1957, Ленинград — 18 ноября 2012, Керкленд, США) — американская, ранее советская шахматистка, гроссмейстер СССР по шахматам (1977). Заслуженный мастер спорта СССР (1987), претендентка на звание чемпионки мира. По образованию юрист. Училась на юридическом факультете Красноярского государственного университета. 

## Биография и спортивные достижения
Гроссмейстер Елена Ахмыловская родилась 11 марта 1957 года в Ленинграде в семье инженера. После ранней смерти матери в 13-летнем возрасте росла в Красноярске, куда отца командировали на работу. После окончания школы пробовала учиться на физическом и юридическом факультетах Красноярского государственного университета, однако не завершила учёбу, чтобы полностью посвятить себя шахматам.
Участница шести чемпионатов СССР (1975—1987); лучшие результаты: 1975 — 4—5-е; 1983 — 2—3-е; 1987 — 2-е места. Чемпионка РСФСР (1980) и Спартакиад народов РСФСР (1978 и 1983). Победительница (с Н. Иоселиани) традиционного Всесоюзного турнира в Таллине (1984). В составе команды СССР участвовала в Олимпиадах 1978 (на запасной доске — 10 очков из 10) и 1986 (на 2-й доске — 8½ из 12).
С 1975 года участница соревнований на первенство мира; зональные турниры ФИДЕ: 1975 — 1—2-е, 1985 — 2—4-е места; межзональные турниры: Росендал (1976) — 1—2-е, Аликанте (1979) — 1-2-е, Тбилиси (1982) — 4—6-е, Гавана (1985) — 2-е места; матчи претенденток: ч/ф с Т. Лемачко (+3 −2 =7); п/ф с М. Чибурданидзе (+3 −4 =5; оба матча в 1977); ч/ф (1980) с Н. Александрией (+1 −3 —5); турниры претенденток: Мальмё (1986) — 1-е; Цхалтубо (1987) — 1—2-е (проиграла дополнительный матч Н. Иоселиани — 2 : 3).
Проиграла Майе Чибурданидзе матч на первенство мира (София — Боржом, 1986) — 5½ : 8½. В этом матче соперницы заранее были поставлены организаторами — ФИДЕ и Шахматной федерацией СССР — в неравноправные условия: его вторая и решающая половина проходила на родине чемпионки мира Чибурданидзе в Грузии, где у Ахмыловской вообще не было болельщиков.
Лучшие результаты в других международных соревнованиях: Синая (1976) — 1-е; Пятигорск (1978) и Москва (1979) — 1—2-е; Йер (1979, 1984), Сочи (1980, 1982) и Львов (1985) — 1-е; Тбилиси (1985) — 2-е; Будапешт (1985) — 1-е; Яйце (1986 и 1987) — 4-е и 2—3-е; Тбилиси и Сочи (1987) — 2-е; Тапольца (1987) — 1-е места.
За достижения в области шахмат награждена орденом «Знак Почёта» (1981).
До 1988 года Елена Ахмыловская жила в Красноярске.
Во время всемирной Шахматной олимпиады осенью 1988 года в Салониках (Греция) Елена тайно покинула расположение сборной команды СССР и вместе с капитаном американской команды Джоном Дональдсоном вылетела в США на постоянное место жительства, где и вышла за Джона замуж. Причина побега Ахмыловской прямо с Олимпиады заключалась в проблемах с оформлением легальной эмиграции из СССР в то время, а также в желании, чтобы её дочь Дана выросла и получила образование на Западе. Некоторое время Елена носила двойную фамилию Ахмыловская-Дональдсон, однако брак с Джоном вскоре распался.
С 1990 года Елена Ахмыловская проживала в Сиэтле со своим новым мужем, международным мастером Георгием Орловым, который тренировал её ещё в СССР. Воспитывала родившегося в этом браке сына Николая, а также дочь Дану (в замужестве Dana van Zandt) от первого, ещё советского брака с В. Петуховым. Супруги жили в Редмонде (штат Вашингтон), работали в шахматной школе в Редмонде и в Сиэтле.
Ахмыловская заняла первое место на чемпионате США среди женщин в 1990 и 1994 годах и поделила 1-2 место с Ириной Левитиной в 1993 году.
Игру Ахмыловской отличали упорство, умение вести сложную манёвренную борьбу, цепкая защита, высокая техника эндшпиля. Менее уверенно она чувствовала себя в остротактической, комбинационной борьбе, что помешало претендентке Ахмыловской сделать в матче 1986 года с Майей Чибурданидзе последний и решающий шаг к шахматной короне.
В 2003 году Елена в последний раз посетила Красноярск, где прошла её молодость, и была почётной гостьей чемпионата России среди женщин.
Скончалась 18 ноября 2012 года от опухоли мозга в возрасте пятидесяти пяти лет.

## Примечательные партии
Я. Майлс — Е. Ахмыловская (Росендал, 1976)

1.d4 d5 2.с4 с6 3.Kf3 Kf6 4.Кс3 е6 5.е3 Kbd7 5.Cd3 dc 7.С:с4 b5 8.Cd3 Сb7 9.0—0 b4 10.Ка4 с5 11.К:с5 К:с5 12.dc С:с5 13.Сb5+ Кре7 14.Фе2 Фb6 15.Лd1 Лhd8 16.Cd2 Ke4 17.Ce1 а6 18.Cd3 Cd6 19.Лас1 Лас8 20.Л:с8 Л:с8 21.Kd2 К:d2 22.Ф:d2 h6 23.Се2 Фс5 24.f3 Лd8 25.Фс1 а5 26.Ф:с5 С:с5 27.Kpf2 Cd5 28.Лс1 Cd6 29.b3 f5 30.g3 a4 31.Cd1 Ла8 32.bа С:а2 33.Лс6 Лb8 34.а5 b3 35.С:b3 С:b3 36.а6 Cd5 37.Лс2 Ла8, 0:1.

## Изменения рейтинга
| Графики недоступны из-за технических проблем. См. информацию на Фабрикаторе и на mediawiki.org. |